# Gmina Haparanda
Gmina Haparanda (szw. Haparanda kommun) – gmina w Szwecji położona w regionie Norrbotten. Siedzibą jej władz jest Haparanda.
Pod względem zaludnienia Haparanda jest 213. gminą w Szwecji. Zamieszkuje ją 10 208 osób, z czego 48,71% to kobiety (4972) i 51,29% to mężczyźni (5236). W gminie zameldowanych jest 2987 cudzoziemców. Na każdy kilometr kwadratowy przypada 11,12 mieszkańca. Pod względem wielkości gmina zajmuje 115. miejsce.